# 托比亞斯·蘇梅勒
托比亞斯·蘇梅勒（Tobias Summerer，1983年2月1日—）是一位德國職業網球運動員，他於2002年轉為職業球員。2005年7月4日達到個人職業生涯ATP單打最高排名的第159位。退役後，他擔任菲利普·科爾施賴伯的教練。

## 外部連結
- 托比亞斯·蘇梅勒（英文/西班牙文）的官方資料
- 托比亞斯·蘇梅勒的國際網球總會 職業／青少年 官方資料（英文）
- 托比亞斯·蘇梅勒的官方資料（英文）